# Raider Klan
Raider Klan (stylisé RVIDXR KLVN) est un collectif de hip-hop américain formé en 2008 à Miami.

## Biographie
Le collectif Raider Klan est fondé en 2008 à Miami par SpaceGhostPurrp, Kadafi, Muney Junior et Jitt. La mort de Jitt en 2010 pousse SpaceGhostPurrp à s’investir plus sérieusement dans la musique. Bien qu’étant originaire de Miami, le collectif voit par la suite des membres originaires de villes telles que Memphis, Houston et Seattle s’ajouter à sa liste, recrutés via Internet.
En septembre 2012, après la sortie de plusieurs projets en solo de ses membres, le Raider Klan sort sa première mixtape collective, 2.7.5. Greatest Hits Vol. 1. En novembre 2012, le collectif rentre dans une altercation contre le collectif ASAP Mob lors d’un concert d’ASAP Mob à Miami.
En mars 2013, le collectif fait sa première tournée nord-américaine. Le mois de juin 2013 voit le départ de plusieurs membres du collectif, dont certains sont parmi les plus connus : Chris Travis, Denzel Curry, Xavier Wulf, Sky Lex et Eddy Jordan quittent Raider Klan. Le même mois, Raider Klan publie une nouvelle mixtape dans laquelle apparaissent de nouveaux membres. En novembre 2013, Raider Klan sort l’album Tales From the Underground. Le webzine PopMatters lui attribue une note de 5/10.
En mai 2015, le collectif sort la mixtape The Mixtape 2.75. Selon SURL, la mixtape ne bénéficie pas d’une très bonne exposition en raison du comportement « imprévisible » de SpaceGhostPurrp.